# رولز-رویس زرد
«رولز-رویس زرد» (انگلیسی: The Yellow Rolls-Royce) یک فیلم به کارگردانی آنتونی اسکویت است که در سال ۱۹۶۵ منتشر شد.

## بازیگران
- رکس هریسون
- ژن مورو
- اینگرید برگمن
- شرلی مک‌لین
- جرج سی. اسکات
- عمر شریف
- آلن دلون
- آرت کارنی
- ادموند پاردوم
- مایکل هوردرن
- ریکاردو گرونه
- رولاند کالور
- مویرا لیستر